# Hazer
A hazer gép, vagy haze generátor (angolul: haze machine), a füstgépekhez hasonló effektgép, céljuk egy sima, homogén a levegőben lebegő (majd eloszló) köd generálása, vagy finom diffúzió előállítása.

## Leírás

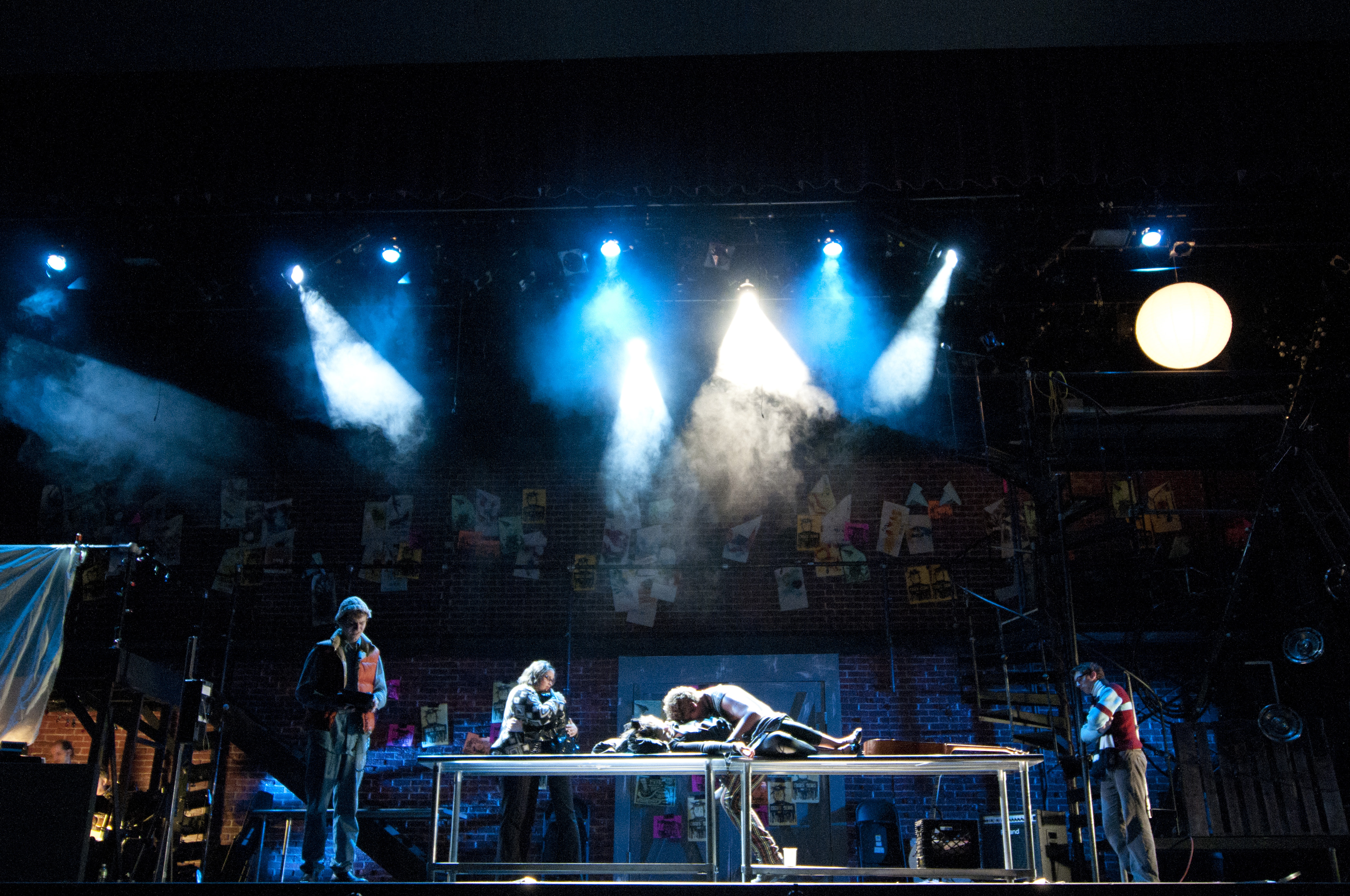
A hazer gépek láthatóvá teszik a fény/lézer sugarakat a színpadon, anélkül, hogy a közönség elől eltakarnák a fellépőket.

Ellentétben a füstgépekkel, amelyek alapvető célja, hogy sűrű és kevéssé átlátszó ködöt teremtsenek, a hazer által készített köd könnyű, finom és átlátszó. Ezen tulajdonságaiból fakadóan alkalmas a megfelelő hangulat biztosítására és a fénytechnika hangsúlyozására anélkül, hogy elfedné a fellépőket vagy a közönséget. A hazer gépeknek jellemzően hosszabb a lehűlési idejük a füstgépekénél. Míg a hagyományos effektgépek által készített köd csak percekig tart, a haze gépekből kijövő köd kitölti a teret, és akár órákig megmarad a hely méreteitől és a szellőzéstől függően.
A köd effektek előállításához olaj vagy víz alapú folyadékokat használnak. A legtöbb olaj alapú folyadék fő alkotója növényi olaj, míg a víz alapú folyadékok segédanyaga a glikol vagy a glicerin.  Mindkét folyadékok haze folyadéknak nevezik, de ezek egymással nem kompatibilisek, és felcserélésük erősen kerülendő.

## Tűzjelzők
Bár a hazer által létrehozott köd lényegesen kisebb részecskeméretű (kb. 1 mikrométeres), mint a füstgép által generált (ezért finomabb a haze köd), a pontos méret a gyártótól és a típustól is függ. Ebből fakadóan elképzelhető, hogy ha a berendezés olyan helységben működik ahol szenzoros tűzjelző berendezés működik, beindíthatja azt.